# Grewia chuniana
Grewia chuniana är en malvaväxtart som beskrevs av Karl Ewald Maximilian Burret. Grewia chuniana ingår i släktet Grewia och familjen malvaväxter. Inga underarter finns listade i Catalogue of Life.